# Почта Банк
АО «Почта Банк» — российский розничный банк с государственным участием, созданный в 2016 году банковской группой ВТБ и Почтой России на базе ПАО «Лето Банк».

## История
«Почта Банк» был создан на базе ПАО «Лето Банк», входившего в банковскую группу ВТБ. В свою очередь, ПАО «Лето Банк» был создан в 2012 году на базе основанного ещё в ноябре 1990 года брянского «Бежица-Банка».
Решение о создании «лёгкого банка» было принято руководством ВТБ24 в декабре 2011 года. В задачи нового банка входило завоевание клиентов благодаря экспресс-кредитованию наличными и с помощью кредитных карт. Объём инвестиций в «Лето Банк» в 2012 г. составил более 1,2 млрд руб. Первый кредит на товар был выдан 23 августа 2012 года во Владимире, первый кредит наличными — 1 октября там же.
В октябре 2012 года состоялась официальная презентация бренда «Лето Банк» и запуск официального сайта. По итогам 2012 года, было выдано более 12 000 кредитов на сумму 700 млн рублей.
В апреле 2012 года был определён первый состав Совета директоров, в который входили топ-менеджеры банковской группы ВТБ Михаил Задорнов, Дмитрий Руденко, Александр Меленкин, Михаил Березов, Екатерина Петелина и Анатолий Печатников. Председателем становится Михаил Задорнов. В июне 2012 года Совет директоров назначает на должность Президента-Председателя Правления Дмитрия Руденко, до этого занимавшегося розничным направлением «Русского стандарта» и занимавшего должность первого заместителя президента — председателя правления ВТБ24. В мае 2012 года банк вошел в группу ВТБ.
В августе 2012 года решением Общего собрания акционеров утверждены Устав ОАО «Лето Банк» и положения об органах управления ОАО «Лето Банк».
В этом же году для работы с клиентами «Лето Банк» начал использовать систему «Мультикарта», позволяющую получить POS-кредит наличными через банкомат.
«Лето Банк» владел микрофинансовой организацией «Лето-деньги», использовавшей инфраструктуру банка.

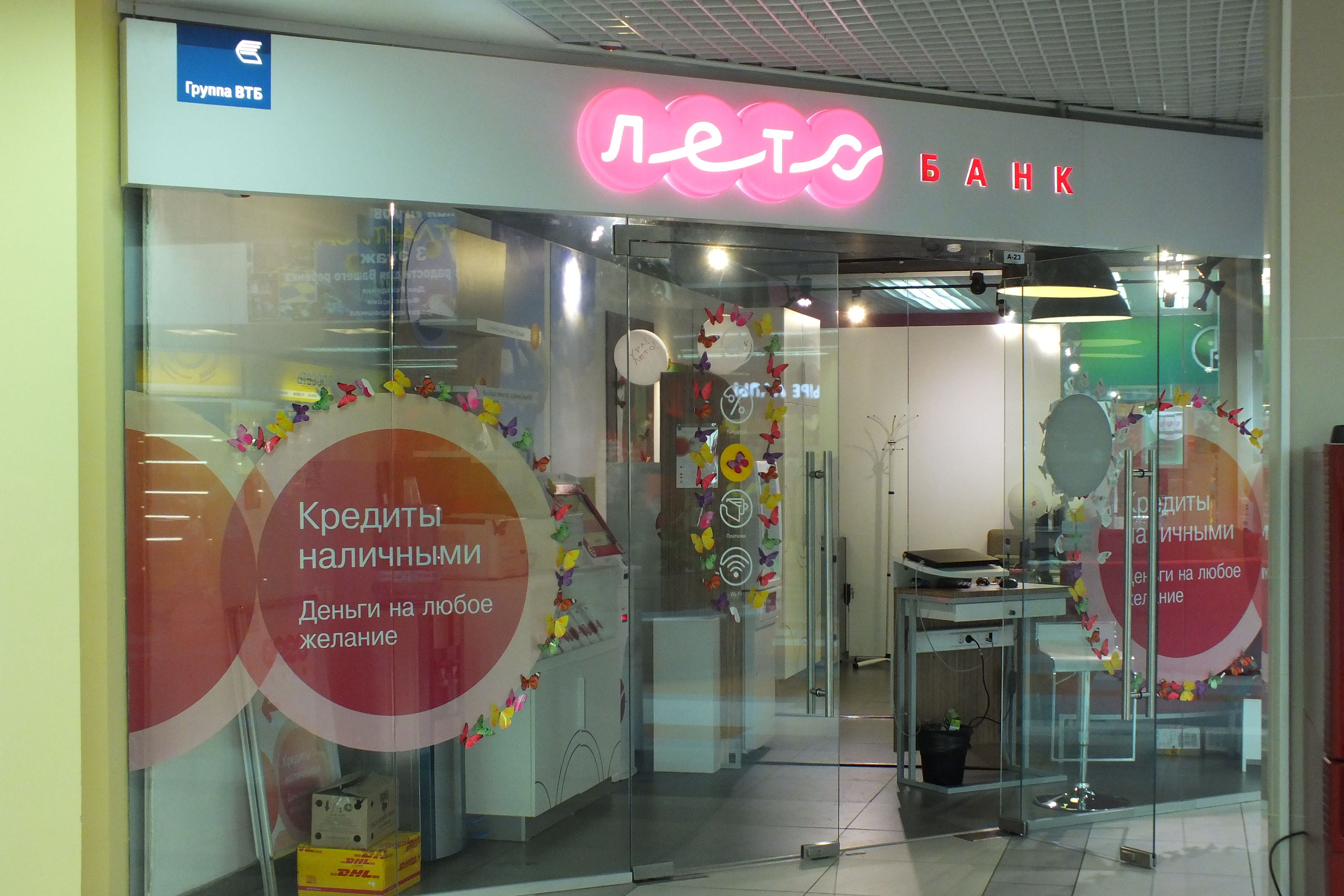
Лето Банк в торговом центре «Ключевой (торговый центр)» в 2014 году

В 2012 году юрист Дмитрий Третьяков из Тольятти предложил Росимуществу создать «Почтовый банк „ВТБ — Почта России“». По мнению Дмитрия Третьякова, его проект подразумевал модернизацию отделений почтовой связи за счёт банка ВТБ. Ранее, по словам юриста, финская компания Itella и французская La Poste были заинтересованы в подобном сотрудничестве.
В 2014 году единственным акционером ПАО «Лето Банк» становится ПАО ВТБ 24. В сентябре 2015 года Группа ВТБ объявила о создании почтового банка совместно с Почтой России. Почтовый банк будет организован путем вхождения дочерней организации ФГУП «Почта России» (ООО «Почтовые финансы») в капитал ПАО «Лето Банк». Дочерней организации «Почты России» будет принадлежать 50 % минус одна акция, а группе ВТБ будет принадлежать 50 % плюс одна акция.
До 2015 года «Лето Банк» занимался потребительским кредитованием физических лиц: кредиты наличными и на товары, кредитные карты, а в 2015 году запустил собственную программу вкладов. Лето Банк имел почти 640 клиентских центров и стоек продаж в Российской Федерации.
В 2015 году было подписано соглашение между президентом банковской группы ВТБ Андреем Костиным, директором ФГУП «Почта России» Дмитрием Страшновым и министром связи и массовых коммуникаций Николаем Никифоровым о покупке у ВТБ 50 % минус одной акции «Лето Банка», на базе которого запланировано создание почтового банка. Сделка обошлась в 5 миллиардов рублей.
Банком было заявлено, что он будет присутствовать в 15 тыс. из 42 тыс. отделений «Почты России» и будет ориентирован на обслуживание массового и нижнемассового сегмента, включая пенсионеров, которые раньше не были целевой аудиторией группы ВТБ, людей молодого и среднего возраста, которые активно используют повседневные банковские продукты, клиентов почты, которые активно пользуются её услугами для доставки товаров, купленных через Интернет. Подписание документов между ВТБ24 и Почтой России о создании «Почта Банка» и презентация бренда банка состоялись в январе 2016 года. По данным банка на 30 сентября 2017 года, было открыто 12 437 точек присутствия в 82 регионах России. Лицом рекламной кампании стал российский актёр Сергей Гармаш.
В декабре 2017 года «Почта Банк» приобрел у банка ВТБ 74,67 % акций процессинговой компании «Мультикарта».
В ноябре 2018 года «Почта Банк» стал владельцем 100 % акций процессинговой компании ООО «Мультикарта», выкупив у ВТБ долю в размере 25,33 %.
Летом 2018 года на территории РФ была запущена единая биометрическая система (ЕБС). «Почта Банк» одним из первых присоединился к ней и начал сбор биометрических данных в систему во всех флагманских клиентских центрах. При этом банк первым реализовал возможность удаленной идентификации на базе ЕБС в интернет-банке и в мобильном приложении. Сдать биометрические данные можно в 238 отделениях «Почта Банка» в 83 регионах России.
В июле «Почта Банк» запустил бесплатный социальный сервис для клиентов-пенсионеров «Линия заботы», который позволяет получить бесплатную юридическую, медицинскую, социальную консультацию, а также психологическую поддержку и экстренную помощь по телефону, Skype или e-mail в любой точке мира.
С лета 2018 года точки присутствия «Почта Банка» создаются не только в почтовых отделениях, но и в многофункциональных центрах (МФЦ), помогающих населению получать госуслуги. Первое отделение «Почта Банка» открыто в ГАУ МФЦ № 1 в Твери.
В конце лета 2018 г. стало известно о намерении банка привлечь клиентов из киберспортивного мира, для чего совместно с Федерацией киберспорта России был запущен портал для начинающих игроков Cyberlab.gg и начат выпуск платёжной карты геймера с вертикальным дизайном. Общий объём инвестиций до конца 2019 г. представители банка оценивали в несколько десятков млн руб.
В ноябре 2018 года «Почта Банк» и Промсвязьбанк решением правительства были включены в перечень банков-агентов по продаже облигаций федерального займа для населения.
К концу 2018 года банк имел более 18 тыс. точек обслуживания, из которых более 80 % располагались в почтовых отделениях небольших городов и в сельской местности. Также существовала сеть из более 400 флагманских клиентских центров и представительств в МФЦ, стоек в торговых центрах и магазинах.
В январе 2019 г. в рамках пилотного проекта три первых отделения «Почта Банка» открылись в магазинах «Пятёрочка» в городах Санкт-Петербург и Калуга. Открытие таких мини-отделений планируется в более чем 50 магазинах «Пятёрочка» по всей стране. Они позволят получить полный спектр банковских услуг.
В сентябре 2019 года членом правления «Почта Банка» по решению наблюдательного совета был избран Григорий Бабаджанян, являвшийся директором по продуктам и технологиям банка.
В феврале 2020 года ВТБ и «Почта Банк» объединили свои программы лояльности, из-за чего кешбэк в виде баллов стал начисляться на общий счет в программе ВТБ «Мультибонус». Из-за этого банк отменил прямое начисление рублевого кешбэка по своим картам, что было выгодно для него с экономической точки зрения.
В августе 2023 года «Почта Банк» внедрил технологию определения виртуальных голосовых ассистентов, для повышения эффективности работы операторов при исходящих звонках клиентам.
В июле 2024 года в кулуарах конгресса ЦБ первый зампред ВТБ Дмитрий Пьянов сообщил об обсуждении в его банке в рамках развития розничного бизнеса вопроса интеграции Почта банка в свою структуру из-за неполной линейки продуктов и ограниченности бюджетов Почта Банка. На этот момент региональная сеть банка насчитывала 25 тыс. точек обслуживания в 83 регионах, большинство из которых расположены на базе почтовых отделений, в том числе в малых и удаленных населенных пунктах. Активная клиентская база Почта банка составляла 8,6 млн человек.
В декабре 2024 года на заседании комитета Совета Федерации по экономической политике глава Минцифры России Максут Шадаев сообщил, что ВТБ выкупил долю «Почты России» в 49,99% в «Почта банке» за 36 млрд руб. Одновременно с этим началась процедура присоединения Почта банка к ВТБ, она должна завершиться в мае 2026 года.

## Деятельность

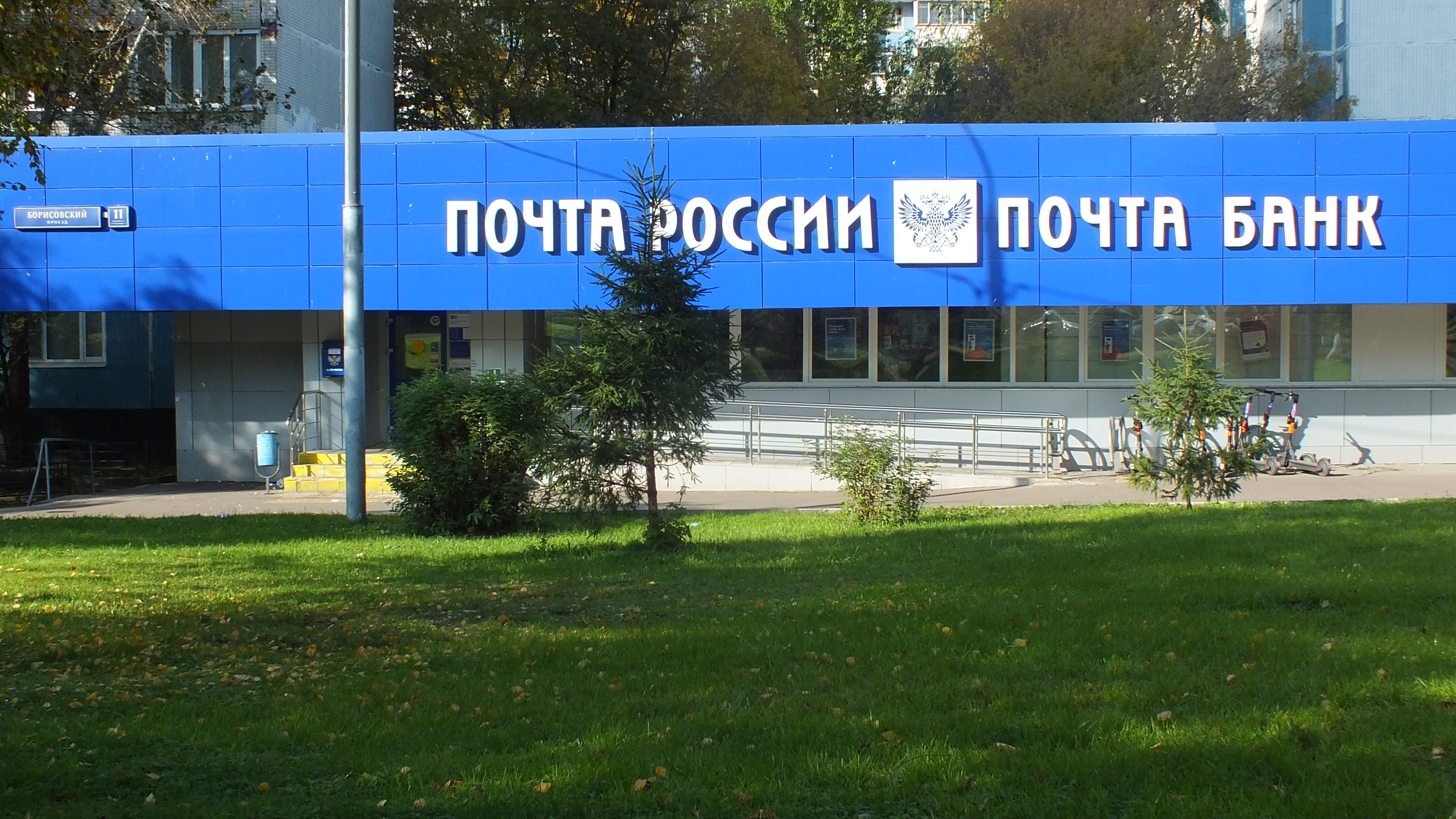
Почта России и Почта Банк в Москве в одном здании в Борисовском проезде

Банк работает в отделениях бывшего «Лето-Банка» и отделениях «Почты России» в нескольких форматах: клиентские центры (офисы), стойки продаж, POS-точки в магазинах. Банк выдаёт потребительские кредиты, кредиты на образование, кредитные и дебетовые карты, принимает вклады, оформляет перевод пенсии, предлагает зарплатные проекты, планировалось начать обслуживание малого бизнеса. Обслуживанием клиентов также занимаются обученные работе с POS-терминалом сотрудники почтовых отделений — агенты банка (к концу 2018 года на 37 тысяч отделений приходилось 50 тысяч человек), получающие денежную премию за выполнение сделок. По итогам июля 2020 года «Почта Банк» занял первое место по размеру портфеля POS-кредитов. Портфель товарных кредитов банка, по данным Frank RG, составил 42,8 миллиарда рублей, увеличившись за месяц на 1,1 миллиарда.
«Почта Банк» — единственный в России банк, чей парк банкоматов полностью состоит из ресайклинговых устройств.
В апреле 2025 года Банк России составил первый ренкинг банков, лидирующих по удельному числу обоснованных жалоб заёмщиков в 2024 году. Ранжирование проводилось в трёх группах банков — с клиентской базой более 5 млн кредитов, системно значимые банки и банки, не относящиеся к системно значимым. Среди банков с клиентской базой более 5 млн.кредитов «Почта Банк» занял четвёртое место, а среди не системно значимых — семнадцатое. Показатель обоснованных жалоб составил 3,3 на 1 млн выданных кредитов.

### Экопроект «Подари лес другу!»
Проект был запущен «Почта Банком» совместно с сервисом по дистанционной посадке деревьев Maraquia в 2014 году. Цель проекта — восстановление зелёных насаждений в национальных парках России. К 2019 году к программе было подключено 48 заповедников и национальных парков (от Калининграда до Владивостока). За 5 лет существования проекта его участники восстановили более 3 млн деревьев.

### Финансовые показатели
По итогам 2018 году чистая прибыль по МСФО составила 4,9 млрд руб. по сравнению с 1,5 млрд рублей в 2017 году, клиентами банка было почти 10 млн человек. Инфраструктурный платёж «Почте России» составил 4,6 млрд руб.

### Рейтинговые оценки
Рейтинговое агентство АКРА в 2020 году присвоило «Почта Банку» рейтинговую оценку A-(RU) со стабильным прогнозом. Рейтинг ежегодно подтверждался в 2021-2024 годах.

### Пушкинская карта
Совместный проект «Почта Банка» с Минкультуры и Министерством цифрового развития, который позволяет молодым людям (от 14 до 22 лет) бесплатно посещать музеи, театры, выставки, филармонии и другие учреждения культуры за счёт федерального бюджета.

## Награды и премии
- Признан лауреатом премии ECO BEST AWARD в номинации «Экологическая инициатива года»[47].
- Карта «Пятёрочка» «Почта Банка» признана лучшим кобрендом в продуктовом ретейле премии Loyalty Awards Russia 2018[48].
- Серебро премии Effie Awards 2019 в номинации «Фокус/ Брендированная услуга» за комплексное продвижение сервиса бесплатных консультаций для пенсионеров «Линия заботы»[49].
- Обладатель премий в 4 номинациях премии Finaward 2018: «Внедрение в сфере взаимодействия с клиентами», «Звёздный маркетинг», «Социальный проект», «Сервисный или комиссионный продукт»)[50].
- В 2019 году по данным исследования Frank RG, банк вошел в ТОП-2 крупнейших игроков в сегменте POS-кредитования. Портфель товарных кредитов банка в январе увеличился на 2,7 % до 38,3 млрд рублей, а сам рынок вырос на 1,5 %[51].
- «Банк года 2018» (Банки.ру) за построение масштабной региональной сети и обеспечение доступности современных финансовых услуг в малых и удаленных нас.пунктах[52].
- Победитель ежегодной премии Retail Finance Awards в номинации «Креатив года» за разработку и продвижение программы поддержки киберспорта в России (2018 год)[53].
- Победитель в номинации «За активное использование инновационного рыночного инвентаря» ежегодной премии в области интернет-коммуникаций AdIndex Awards (2018 год)[54].

## Акционеры и руководство
Акционеры договорились о паритетном владении акциями банка. Банк ВТБ (ПАО) и АО «Почта России» владели по 49,999988 % акций банка, ещё две акции принадлежали президенту-председателю правления АО «Почта Банк» Дмитрию Руденко (были куплены у Банк ВТБ (ПАО)). В 2021 году ВТБ выкупил у Д. Руденко две акции и вновь получил контроль над банком. В начале 2022 года сообщалось, что две акции, принадлежавшие ВТБ, были проданы вновь назначенному президенту-председателю правления А. Пахомову, что вернуло основных акционеров к паритетному владению.
В наблюдательный совет АО «Почта Банк» входят: министр цифрового развития, связи и массовых коммуникаций Российской Федерации Константин Носков, генеральный директор АО «Почта России» Волков, Михаил Юрьевич, президент-председатель правления АО «Почта Банк» Дмитрий Руденко и другие топ-менеджеры Банка ВТБ (ПАО) и АО «Почта России».
11 января 2022 пост главы банка занял Александр Пахомов, ранее занимавший пост главы блока сети и розничного бизнеса банка «Открытие».
В феврале 2022 года после попадания под санкции Великобритании банк ВТБ перестал быть контролирующим акционером «Почта Банка», чтобы снизить риск ввода санкций против последнего. Две акции «Почта Банка» были проданы Александру Пахомову. В результате доля банка ВТБ в «Почта Банке» снизилась до 50 % минус одна акция и сравнялась с долей, принадлежащей дочерней компании «Почты России».

## Санкции
В ноябре 2023 года из-за вторжения России на Украину банк попал под блокирующие санкции Минфина США — Управление по контролю за иностранными активами (OFAC), которое отвечает за правоприменение в области санкций, внесло АО «Почта Банк» в SDN list. Банку и любым структурам, в которых он владеет более чем 50 %, будет запрещено иметь дело с американским физлицами и компаниями.